# 希康
希康（葡萄牙語：Chicão，1962年9月4日—），巴西前男子足球运动员，场上位置是前锋。他曾代表巴西国奥队参加1984年夏季奥林匹克运动会足球比赛，获得一枚银牌。